# Stazione di Sassa
La stazione di Sassa della Società per la Tramvia Elettrica Lugano Tesserete (LT) è stata una fermata ferroviaria, della ex ferrovia Lugano-Tesserete chiusa il 28 maggio 1967.

## Storia
La stazione venne aperta nel 1909 insieme alla linea e venne chiusa il 28 maggio 1967.

## Strutture e impianti
Era composto da una pensilina e dal solo binario di circolazione. Al 2024 rimane solo la pensilina mentre il binario venne smantellato.